# Eugamandus ricarti
Eugamandus ricarti là một loài bọ cánh cứng trong họ Cerambycidae.